# Tōkamachi
Tōkamachi (十日町市, Tōkamachi-shi) est une ville située dans la préfecture de Niigata, sur l'île de Honshū, au Japon.

## Géographie

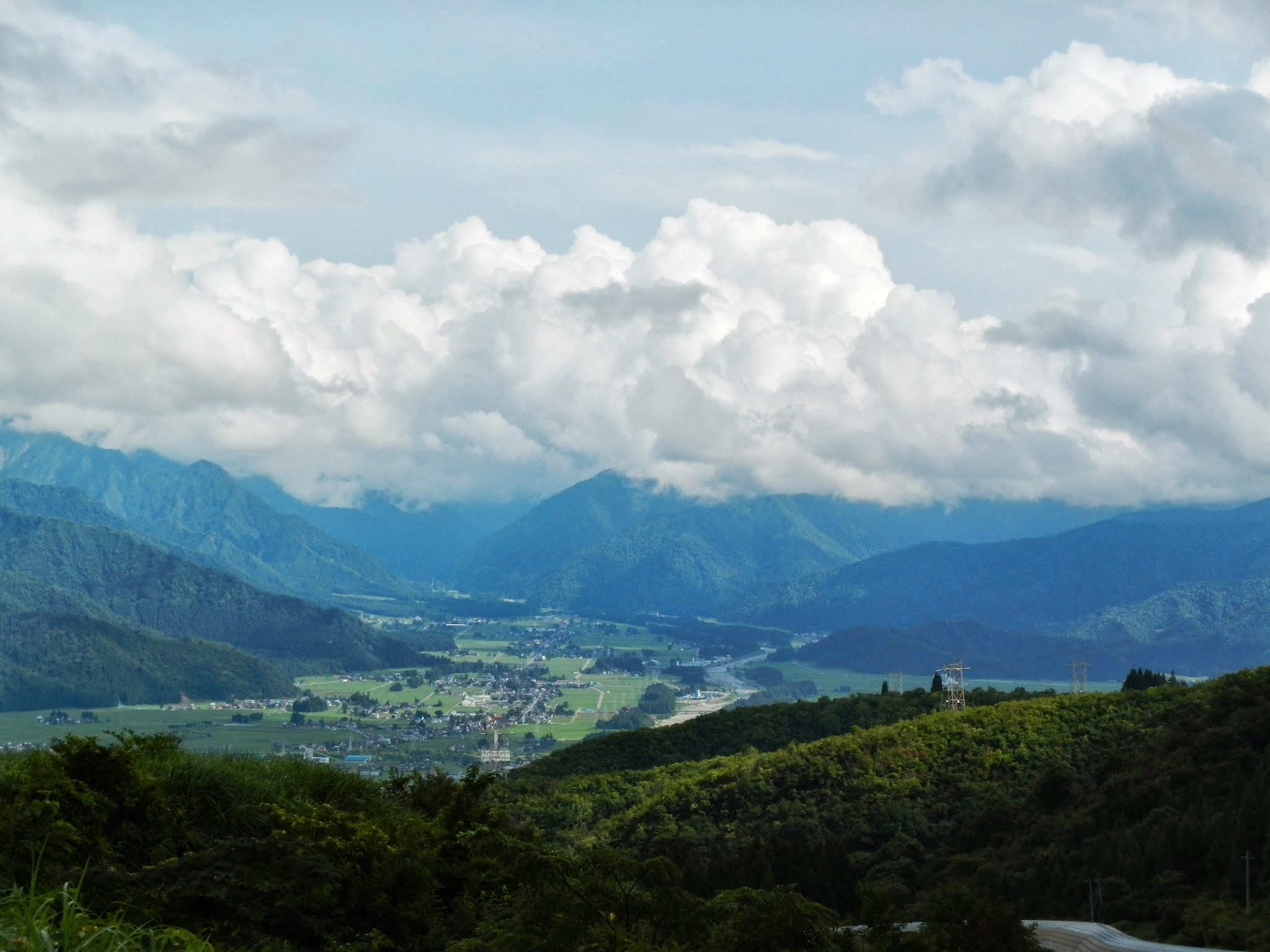
Vue de Minamiabuzaka à Tōkamachi.

### Situation
Tōkamachi est située dans le sud de la préfecture de Niigata. Elle est traversée par le fleuve Shinano.

### Municipalités limitrophes
| Kashiwazaki | Nagaoka, Ojiya | Uonuma       |
| Jōetsu      | Tōkamachi      | Minamiuonuma |
| Sakae       | Tsunan         | Yuzawa       |

### Démographie
En septembre 2019, la population de Tōkamachi était de 52 265 habitants répartis sur une superficie de 590,39 km2.

### Climat
Tōkamachi a un climat continental humide caractérisé par des étés chauds et humides et des hivers froids avec de fortes chutes de neige. La température annuelle moyenne est de 10,5 °C. Les précipitations annuelles moyennes sont de 2 133 mm, septembre étant le mois le plus humide.

## Histoire
Les bords du fleuve Shinano autour de Tōkamachi, notamment les terrasses en amont vers le bourg de Tsunan, ont révélé de nombreux sites archéologiques de l'Epoque Jōmon avec des découvertes des plus grandes poteries préhistoriques à flammèches (火焔型土器, Jōmon moyen, vers 3000 ans avant JC) du Japon. La plus célèbre de ces poteries, qui constitue l'unique Trésor national de la préfecture de Niigata, est exposée au Musée municipal de Tōkamachi .

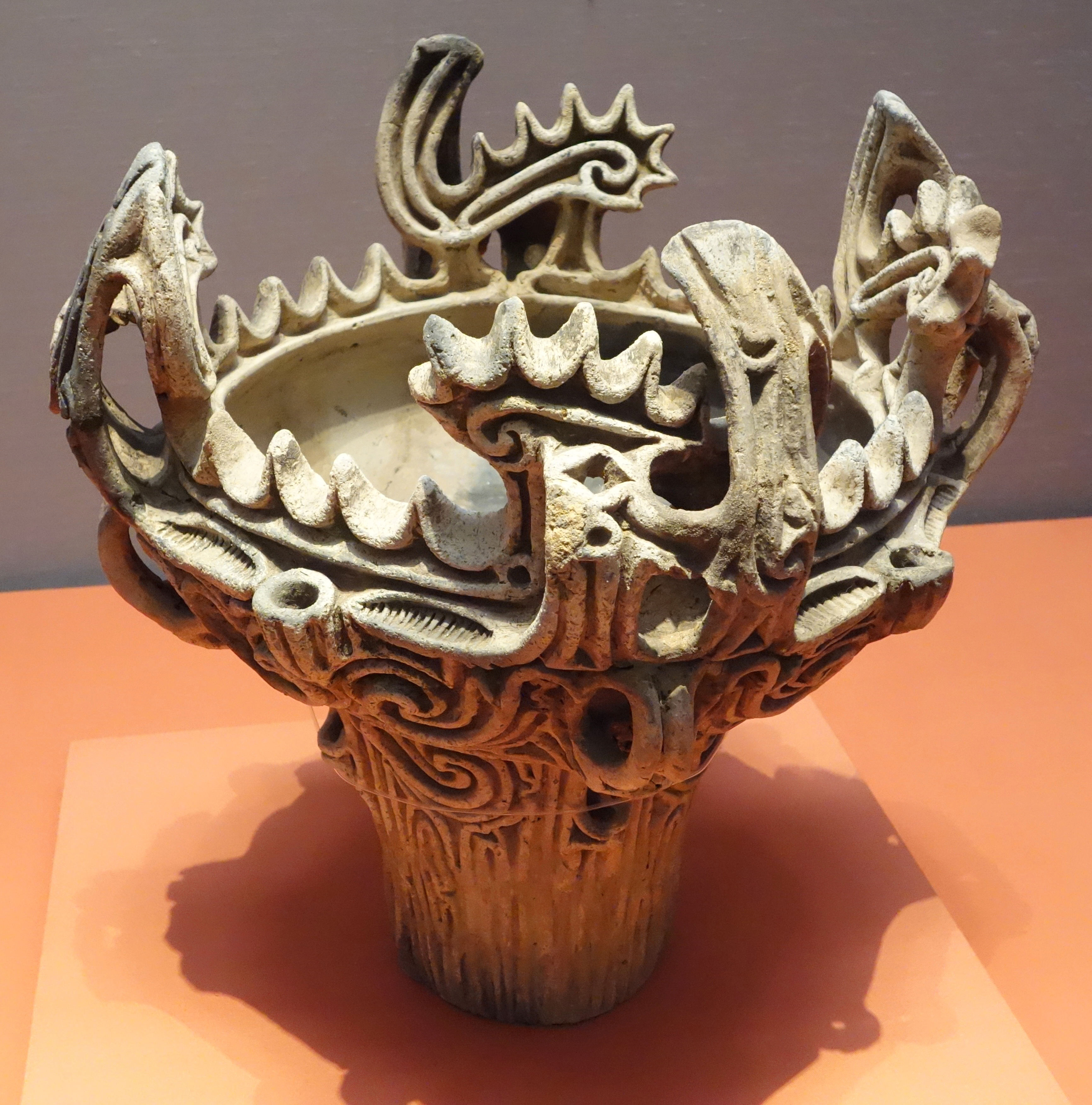
Jarre à ouverture ornée de « flammèches » (Jōmon Moyen, 3000-2000). site: Sasayama, Niigata Prefecture. Tokamachi City Museum.

La région de l'actuelle ville de Tōkamachi faisait partie de l'ancienne province d'Echigo. Le village moderne de Tōkamachi est créé le 1er avril 1889 à la suite de la mise en place du système de municipalités modernes. Tōkamachi obtient le statut de bourg le 24 septembre 1897, puis de ville le 31 mars 1954 en fusionnant avec les villages voisins de Nakajō, Kawaji et Rokka. Le village de Yoshida (district de Nakauonuma) est annexé le 1er décembre 1954 suivi du village de Shimojō (district de Nakauonuma) le 1er février 1955. Le 1er avril 1962, Tōkamachi absorbe le village de Mizusawa (district de Nakauonuma). 
Le séisme de 2004 de Chūetsu n'a causé que des dégâts mineurs à la ville. Le 1er avril 2005, Tōkamachi fusionne avec les bourgs de Matsudai et Matsunoyama (district de Higashikubiki), le bourg de Kawanishi et le village de Nakasato (district de Nakauonuma) pour former la ville nouvelle Tōkamachi.

## Transports
Tōkamachi est desservie par les lignes Iiyama (JR East) et Hokuhoku (Hokuetsu Express) qui se croisent à la gare de Tōkamachi.

## Jumelage
Tōkamachi est jumelée la ville de Côme en Italie.

## Personnalités liées à la municipalité
- Genichi Taguchi (1924-2012), statisticien
- Kōji Takahashi (né en 1935), acteur
- Maki Miyamae (née en 1973), actrice